# Guillermo González del Río García
Guillermo González del Río García znany jako Campanal (ur. 9 lutego 1912 w Avilés, zm. 22 stycznia 1984 w Sewilli) – hiszpański piłkarz i trener, reprezentant kraju, grający na pozycji napastnika.

## Kariera klubowa
Campanal swoją przygodę z piłką rozpoczął w 1928 w zespole Sporting Gijón. Rok później przeniósł się do Andaluzji, gdzie zasilił szeregi Sevilla FC.
Pomógł drużynie w wygraniu rozgrywek Segunda División w sezonie 1933/34. Wraz z zespołem dwa razy zdobył Puchar Króla w sezonach 1934/35 i 1938/39. Największym sukcesem w barwach Sevilli było zdobycie jedynego w historii klubu mistrzostwo Hiszpanii w sezonie 1945/46. Łącznie przez 17 lat gry dla Sevillistas rozegrał 236 spotkań, w których strzelił 191 bramek, z czego aż 101 na poziomie Primera División. Po mistrzowskim dla Sevilli sezonie 1945/46, Campanal zakończył karierę piłkarską. 
| Sezon   | Klub           | Kraj      | Rozgrywki        | Mecze | Bramki |
| ------- | -------------- | --------- | ---------------- | ----- | ------ |
| 1928/29 | Sporting Gijón | Hiszpania | Segunda División | 7     | 12     |
| 1929/30 | Sevilla FC     | Hiszpania | Segunda División | 17    | 17     |
| 1930/31 | Sevilla FC     | Hiszpania | Segunda División | 13    | 16     |
| 1931/32 | Sevilla FC     | Hiszpania | Segunda División | 17    | 14     |
| 1932/33 | Sevilla FC     | Hiszpania | Segunda División | 8     | 3      |
| 1933/34 | Sevilla FC     | Hiszpania | Segunda División | 17    | 28     |
| 1934/35 | Sevilla FC     | Hiszpania | Primera División | 21    | 20     |
| 1935/36 | Sevilla FC     | Hiszpania | Primera División | 19    | 7      |
| 1936/37 |                | Hiszpania |                  |       |        |
| 1937/38 |                | Hiszpania |                  |       |        |
| 1938/39 |                | Hiszpania |                  |       |        |
| 1939/40 | Sevilla FC     | Hiszpania | Primera División | 21    | 16     |
| 1940/41 | Sevilla FC     | Hiszpania | Primera División | 18    | 17     |
| 1941/42 | Sevilla FC     | Hiszpania | Primera División | 25    | 17     |
| 1942/43 | Sevilla FC     | Hiszpania | Primera División | 19    | 10     |
| 1943/44 | Sevilla FC     | Hiszpania | Primera División | 16    | 6      |
| 1944/45 | Sevilla FC     | Hiszpania | Primera División | 14    | 6      |
| 1945/46 | Sevilla FC     | Hiszpania | Primera División | 4     | 2      |

## Kariera reprezentacyjna
Campanal został powołany na rozgrywane we Włoszech Mistrzostwa Świata 1934. Na turnieju zadebiutował w reprezentacji podczas spotkania ćwierćfinałowego z gospodarzami Włochami. Mecz zakończył się porażką Hiszpanów 0:1. 
Po tym spotkaniu musiał czekać kolejne siedem lat na następne mecze w drużynie narodowej. Po raz ostatni w koszulce La Furia Roja pojawił się 16 marca 1941 w wygranym 5:1 spotkaniu z Portugalią. Campanal strzelił w tym meczu jedną z bramek. Łącznie w latach 1934–1941 zagrał w reprezentacji w  3 spotkaniach, w których strzelił 2 bramki.
| Mecze i gole w reprezentacji | Mecze i gole w reprezentacji | Mecze i gole w reprezentacji | Mecze i gole w reprezentacji | Mecze i gole w reprezentacji | Mecze i gole w reprezentacji | Mecze i gole w reprezentacji |
| #                            | Data                         | Miasto                       | Przeciwnik                   | Gol                          | Wynik                        | Rozgrywki                    |
| ---------------------------- | ---------------------------- | ---------------------------- | ---------------------------- | ---------------------------- | ---------------------------- | ---------------------------- |
| 1.                           | 31.05.1934                   | Florencja                    | Włochy                       |                              | 0:1                          | MŚ 1934                      |
| 2.                           | 12.01.1941                   | Lizbona                      | Portugalia                   | Gol                          | 2:2                          | towarzyski                   |
| 3.                           | 16.03.1941                   | Bilbao                       | Portugalia                   | Gol                          | 5:1                          | towarzyski                   |

## Kariera trenerska
Campanal po zakończeniu kariery piłkarskiej objął drużynę CD Málaga. W zespole tym pracował przez dwa lata, do 1948. W latach 1949–1953, 1957 i 1959 trenował zespół Sevilla FC.

## Sukcesy
Sevilla FC
- Mistrzostwo Primera División (1): 1945/46
- Mistrzostwo Segunda División (1): 1933/34
- Puchar Króla (2): 1934/35, 1938/39